# Aspark Owl
El Aspark Owl es un automóvil superdeportivo eléctrico cupé de dos puertas de ala de halcón biplaza, fabricado por la empresa japonesa Aspark desde 2020.

## Presentación
Comenzó a desarrollarse desde 2017 y ya había tenido un par de apariciones con anterioridad, ya que fue presentado un primer concepto en el Salón del Automóvil de Fráncfort en septiembre de 2017, pero por primera vez Aspark dio a conocer todos los detalles durante su presentación en el Salón Privé en el Palacio de Blenheim en 2020.

## Características

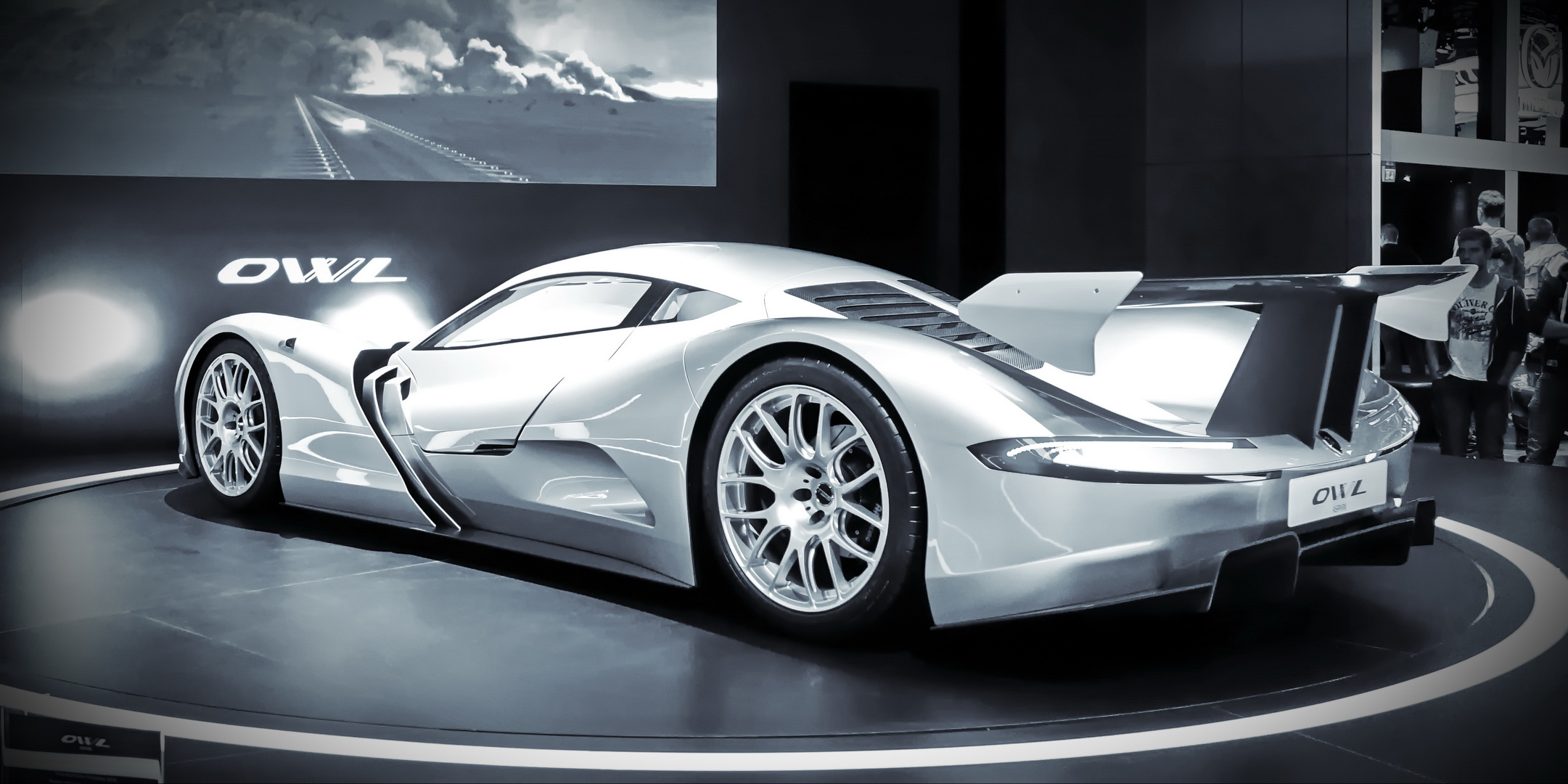
Vista trasera 3/4.

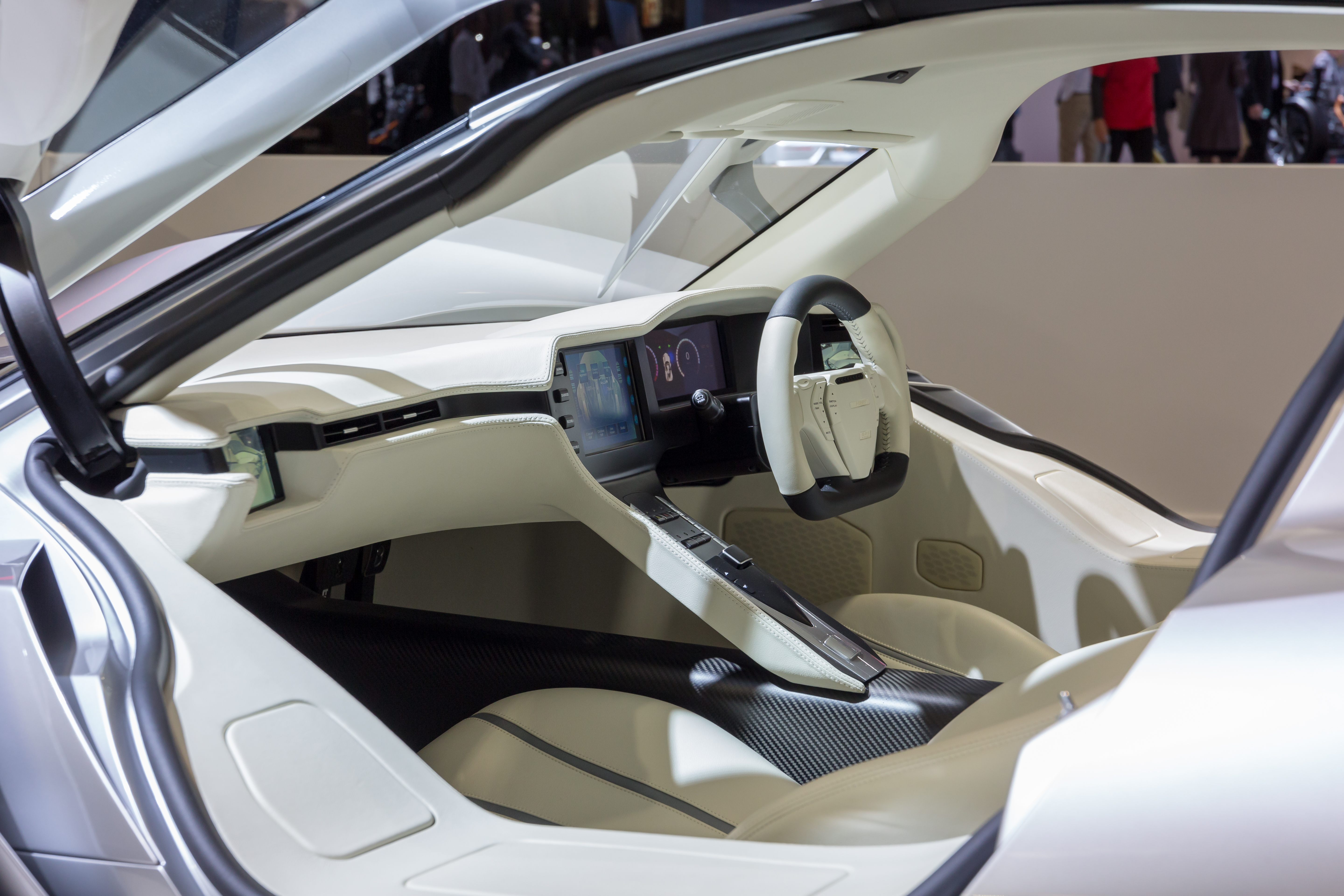
Habitáculo interior en el Salón del Automóvil de París de 2018.

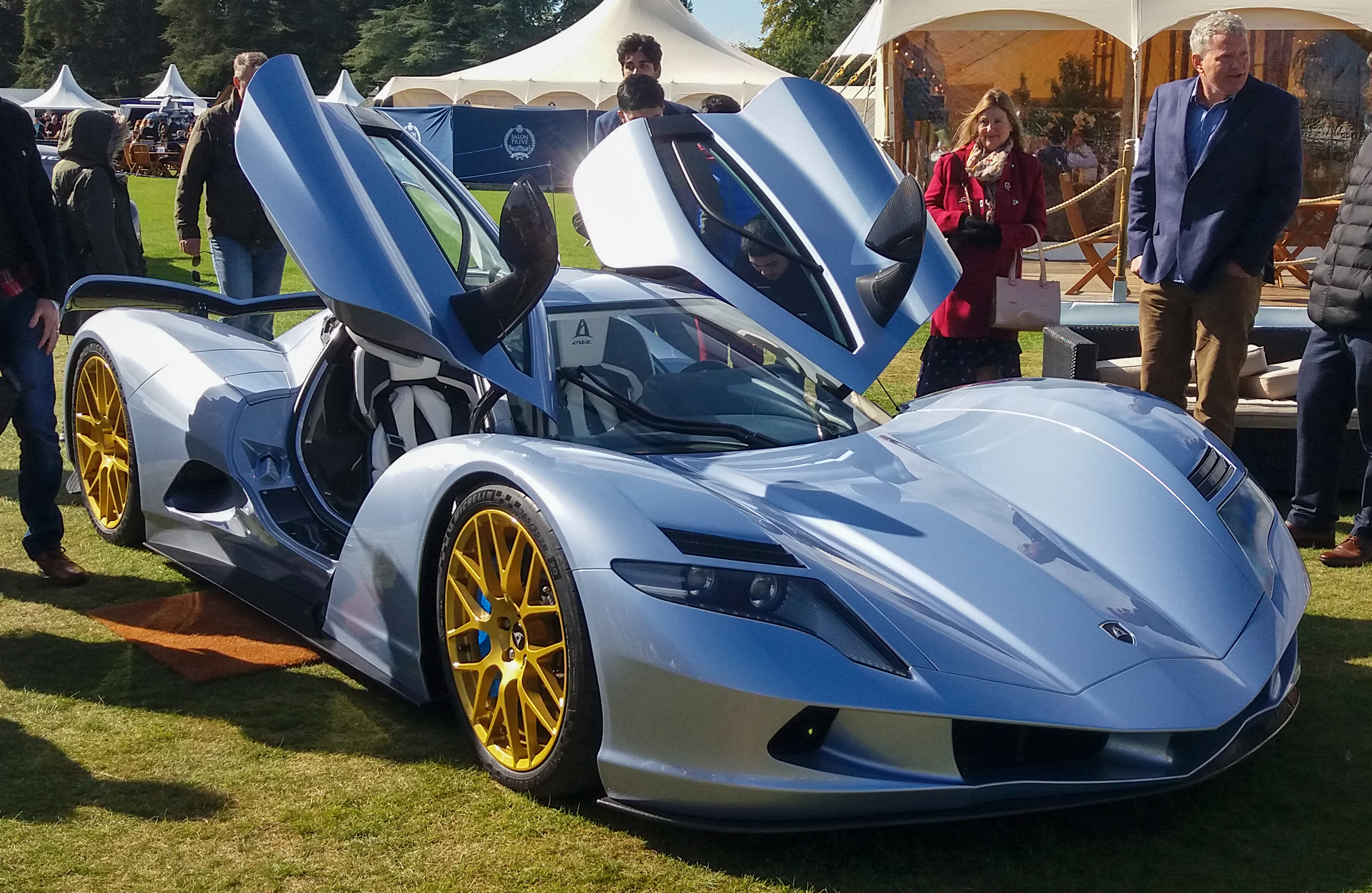
Modelo de producción de 2020.

El Owl tiene unas dimensiones de 4791 mm (188,6 pulgadas) de largo, 1935 mm (76,2 pulgadas) de ancho, 993 mm (39,1 pulgadas) de altura, con una batalla de 2750 mm (108,3 pulgadas). Su peso es de 1900 kg (4189 libras), de los cuales 120 kg (265 libras) son del chasis. Su carrocería y chasis monocasco están hechos de fibra de carbono de una sola pieza, con una estructura tipo panal de abejas ("honeycomb").
Cuenta con un sistema de aerodinámica activa, alerón trasero móvil que se despliega automáticamente cuando el coche sobrepasa los 150 km/h (93 mph), configuración de bajo arrastre (low-drag) y ajuste de altura.
Equipa una planta motriz de cuatro motores eléctricos síncronos de imanes permanentes (PMSM) desarrollados por Integral Powertrain, los cuales se distribuyen en dos delanteros y dos traseros, para una potencia total combinada de 1480 kW (2012 CV; 1985 HP), por lo que es de cero emisiones y su relación potencia a peso es de 1,06 CV/kg, con un par máximo de 2000 N·m (1475 lb·pie). Con esto, es considerado como el coche eléctrico más potente jamás construido.
El sistema de almacenamiento es mediante un paquete de baterías de ion de litio montado centralmente de 800 V, cuya capacidad total es de 69 kWh (248 MJ), con una potencia de 1300 kW (1768 CV; 1743 HP). El paquete de baterías es fabricado por Danecca Ltd. El tiempo de carga es de 80 minutos en un punto de 44 kW (60 CV).
Equipa neumáticos semi-slicks optimizados para la aceleración más rápida posible, proveídos por Michelin Pilot Sport CUP2-R o Pirelli P Zero XL, de medidas 265/35 ZR20 x 9,5 plg (50,8 x 24,1 centímetros) en el caso de las ruedas delanteras, mientras que para las traseras son de 325/30 ZR21 x 11,5 plg (53,3 x 29,2 centímetros).
Los frenos de disco son carbono-cerámicos, con pinzas (cálipers) de 10 pistones en la parte delantera y de 4 pistones en la trasera. Las asistencias y sistemas de seguridad incluyen: ABS, control de tracción (TCS), control de estabilidad (ESP), frenado hidráulico, sistema de monitorización de baterías y de presión de neumáticos, señal de parada de emergencia y dirección asistida.
La suspensión es hidráulica de doble horquilla en los ejes delantero y trasero, con control de altura tanto automática como manual.
Tiene asistencias como cuatro modos de conducción: Sport-dynamic (deportivo-dinámico), Rain-snow (lluvia-nieve), City-comfort (ciudad-confortable) y High boost (alta potencia), además de un único sistema de par vectorial en las cuatro ruedas.
El equipamiento incluye: luces traseras tipo led, sistema de cámara trasera (CMS) en lugar del espejo retrovisor lateral, conexiones USB, radio, navegador y la última tecnología en telefonía móvil. También presenta sistema de control de climatizador con calefacción y aire acondicionado, cuatro pantallas con display en el interior, sistema de iluminación ambiental en el interior súper lujoso, panel de instrumentos personalizable con colores para cada modo de conducción, botones en el techo tipo cabina de vuelo (cockpit) y sistema de cierre centralizado sin llave.

## Prestaciones
Es capaz de acelerar de 0 a 60 mph (0 a 97 km/h) en 1.69 segundos (con un pie de "rollout"), siendo el coche homologado para la calle más rápido; y de 0 a 300 km/h (0 a 186 mph) en 10.6 segundos. Su velocidad máxima es de 400 km/h (249 mph). Las baterías proporcionan una autonomía de 450 km (280 millas) en el ciclo NEDC.

## Producción
Se produciría una edición muy limitada de solamente 50 unidades en la ciudad de Turín, en colaboración con el carrocero italiano Manifattura Automobili Torino, con un coste de 2 900 000 € cada una, las cuales pueden ser reservadas previo pago de un depósito de 50 000 € y se tenía previsto que iniciara a principios de 2021.